# Rheumaptera proserpina
Rheumaptera proserpina là một loài bướm đêm trong họ Geometridae.